# Adolph Fürstner
Adolph Fürstner (* 3. April 1833 in Berlin; † 6. Juni 1908 in Bad Nauheim) war ein deutscher Musikverleger.

## Leben
Über Fürstners Ausbildung ist wenig bekannt. Zunächst war er als Prokurist im Berliner Verlag Bote & Bock tätig. 
1865 reiste er mit Mitgliedern des Berliner Hoftheaters nach Paris und besuchte Aufführungen von Giacomo Meyerbeers L’Africaine. Wieder in Berlin gründete er zum 1. Januar 1868 einen eigenen Musikverlag unter seinem Namen. Das französische Repertoire beanspruchte anfangs einen breiten Raum; Fürstner knüpfte geschäftliche Beziehungen mit den Pariser Verlagshäusern Brandus, Durand, Hartmann und Heugel. Schon 1872 erwarb er mit dem Dresdner Verlag C. F. Meser die Rechte an frühen Opern Richard Wagners sowie mehreren Kompositionen Franz Liszts. 
1881 heiratete er Clara Bresch, eine Nichte des Bankiers Gerson von Bleichröder. Danach baute Fürstner seinen Bestand an deutschen Verlagsrechten mit zahlreichen ausländischen Bühnenwerke weiter aus. 
Zum Ende seines Lebens entwickelte sich eine langjährige Zusammenarbeit mit Richard Strauss.